# Ludmiła Kołczanowa
Ludmiła Kołczanowa (ros. Людмила Сергеевна Колчанова; ur. 1 października 1979 w Szarii) – rosyjska lekkoatletka, specjalizująca się głównie w skoku w dal. Swój rekord życiowy (7,21 m) ustanowiła w 2007 w Soczi, wynik ten otwierał listy światowe za 2007.
W 2005 zdobyła złoty medal na Uniwersjadzie, a w 2006 zwyciężyła w Mistrzostwach Europy. W konkursie skoku w dal lekkoatletycznego pucharu świata w 2006 zajęła 1. miejsce. Zdobyła srebrny medal podczas Mistrzostw Świata w Osace w 2007. W 2008 zwyciężyła podczas halowego pucharu Europy oraz superligi pucharu Europy.